# Gaio Curzio Filone
Gaio Curzio Filone (fl. V secolo a.C.) è stato console a Roma nel 445 a.C..

## Consolato
Membro di un ramo (Philon) dell'antica gens Curtia, suo collega di consolato fu Marco Genucio Augurino. Su disposizione del Senato, provvide a consacrare e recintare un luogo del Foro Romano ritenuto sacro secondo la religione romana, in quanto vi si era abbattuto un fulmine. Nel punto esatto dell'impatto fece edificare un pozzo in blocchi di tufo, tuttora esistente nella piazza. Dal console il luogo sacro prese il nome di Lacus Curtius, anche in memoria della palude che anticamente occupava quella zona  del Foro Romano (ma sulle origini del toponimo esistono anche altre tradizioni).
Durante il suo consolato riprese vigore la decennale lotta politica tra patrizi e plebei, con i primi tesi a difendere i propri privilegi, impedendo o dilazionando le proposte di modifica dell'ordinamento giuridico, ed i secondi, sospinti dalle proposte dei tribuni della plebe, tra i quali il più battagliero era Gaio Canuleio, tesi ad ottenere ulteriori concessioni, resistendo alla chiamata alle leva dei consoli, per rispondere alle frequenti razzie delle popolazioni confinanti.
Alla fine i tribuni della plebe riuscirono ad far passare la Lex Canuleia, che eliminava il divieto di matrimonio tra patrizi e plebei, e ad ottenere per l'anno successivo, il 444 a.C., l'elezione di tre Tribuni consolari, che avrebbero potuto essere scelti tanto tra i patrizi, quanto tra i plebei.